# Покровка (Октябрьский район, Приморский край)
В Красноармейском районе Приморья тоже есть село Покровка
В Яковлевском районе Приморья тоже есть село Покровка
Покро́вка — село, административный центр Октябрьского района Приморского края.

## География
Расположено на юго-западе края на реке Раздольной. Расстояние до Владивостока по автодороге — 134 км, до границы с Китаем — 30 км. Ближайшие населённые пункты: ДВ МИС, с. Заречное, с. Запроточное, с. Гранатовка, с. Синельниково, с. Старореченское (Кубяк), с. Струговка.
Природные условия благоприятны для развития сельского хозяйства.

## История
Село Покровка основано в 1880 году. Согласно указу «О казённо-коштном переселении» от 1862 года, переселенцам выделили по 50 десятин земли на главу семьи и 30 десятин для будущей церкви.
В честь Покрова Пресвятой Богородицы в 1886 году в Покровке, на средства сельского общества, была возведена церковь, но вскоре она сгорела, а позже построили новую. 1930 год — время атеистической пропаганды, с церкви снимают крест и колокол и используют её под клуб. В 1958 году бывшую церковь, то есть клуб, разрушили под постройку нового Дома Культуры.

## Население
| 1897  | 1900  | 1912    | 1915    | 1926    | 1939  | 1959  |
| ----- | ----- | ------- | ------- | ------- | ----- | ----- |
| 686   | ↗990  | ↗1628   | ↗2026   | ↗2277   | ↗6099 | ↘4831 |
| 1970  | 1979  | 1989    | 2002    | 2010    | 2021  |       |
| ↗6649 | ↗9823 | ↗12 211 | ↘10 873 | ↘10 360 | ↘8687 |       |

Население села больше, чем во всех населённых пунктах Октябрьского района, и составляет треть всего населения района.
Занятость
В сельском хозяйстве и строительстве в основном задействованы рабочие из КНР (как и во многих населённых пунктах Приморья), подавляющие же большинство занято в сфере услуг. Кроме того, часть населения служит по контракту в воинской части на окраине села. С советских времён и до начала XXI века на территории с. Покровка базировались две воинские части. Местности, где располагались части, условно так и назывались — Восточный городок и Западный городок. К настоящему времени воинская часть Западного городка переведена в г. Уссурийск, а воинская часть Восточного городка расформирована.

## Инфраструктура

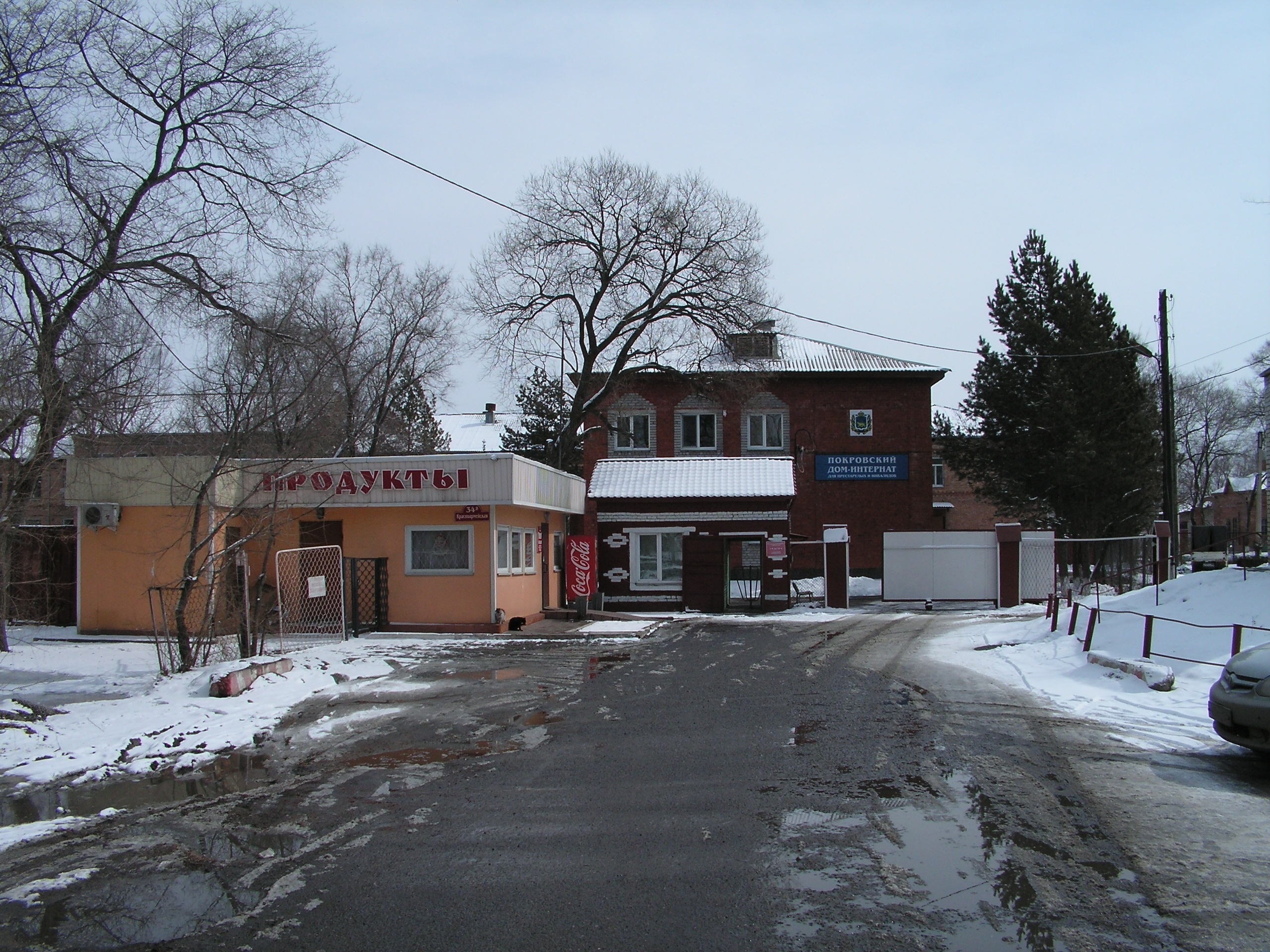
Дом-интернат для престарелых и инвалидов

Ул. Советов является центром села. На улице преобладают малоэтажные дома (от 1 до 5 этажей). В центре находятся начальная и средняя школа (единственные на всю Покровку) больница и поликлиника, интернат. Также имеется площадь, администрация района, музей, школа искусств и районный дом культуры. Кроме того, на центральной улице расположено профессиональное училище, где можно получить следующие специальности: автослесарь, пекарь-кондитер, повар-кондитер.

## Достопримечательности
В селе Покровка имеются: Храм Покрова Божией Матери — расположен в начале ул. Октябрьской, по соседству с Октябрьским РВК, зданием бывшей типографии и редакции газеты «Заря» и районной библиотекой; районный краеведческий музей — на ул. Советов; на Октябрьской же улице расположен уникальный в своём роде «альянс» — компактно расположенные, дополняющие друг друга учреждения различных ведомств — ОВД по Октябрьскому муниципальному району, прокуратура Октябрьского МР, Октябрьский районный суд, а также судебный участок мировых судей — то есть, по сути, целый юридический городок. Также на пересечении улиц Советов и Карла Маркса на постаменте установлен танк ИС-2, участвовавший в боевых действиях Великой Отечественной войны. На вечную стоянку в качестве мемориального комплекса он встал рядом с районным историко-краеведческим музеем, в котором собрана богатейшая коллекция экспонатов по истории села Покровка и всего Октябрьского района в целом. В настоящее время рядом с танком организована площадка музея боевой военной техники под открытым небом. Напротив Средней школы, в детском парке установлен памятник первым переселенцам. Также облагорожен и приведён в порядок Покровский парк, на его территории размещены летние детские аттракционы и 5-D кинотеатр. Рядом с ДЮСШ построена новая гостиница «СПОРТ», с рестораном и бильярдным залом.

## Список улиц с. Покровка
Весенняя, 50-летия Приморья, Будённого, Завитая, Заикина, Калинина, Карла Маркса, Кирова, Коммунальная, Колхозная, Комсомольская, Космонавтов, Красноармейская, Краснознамённая, Кузнечная, Лазо, Луговая, Мира, Мелиораторов, Октябрьская, Осенняя, Первомайская, Пионерская, Потёмкина (переулок), Пролетарская, Рабочий (переулок), Советов, Солнечный (переулок), Энгельса, Тихий (переулок), Волкова, Гагарина, Комарова, Новая, Озёрная, Северная, Дорожная, Арсеньева. 